# 莫加多魯
41°20′25″N 6°42′58″W / 41.34028°N 6.71611°W
莫加多魯（葡萄牙語：Mogadouro），是葡萄牙的城鎮，位於該國東北部，由布拉干薩區負責管轄，面積760.65平方公里，海拔高度790米，2011年人口9,542，人口密度每平方公里13人。

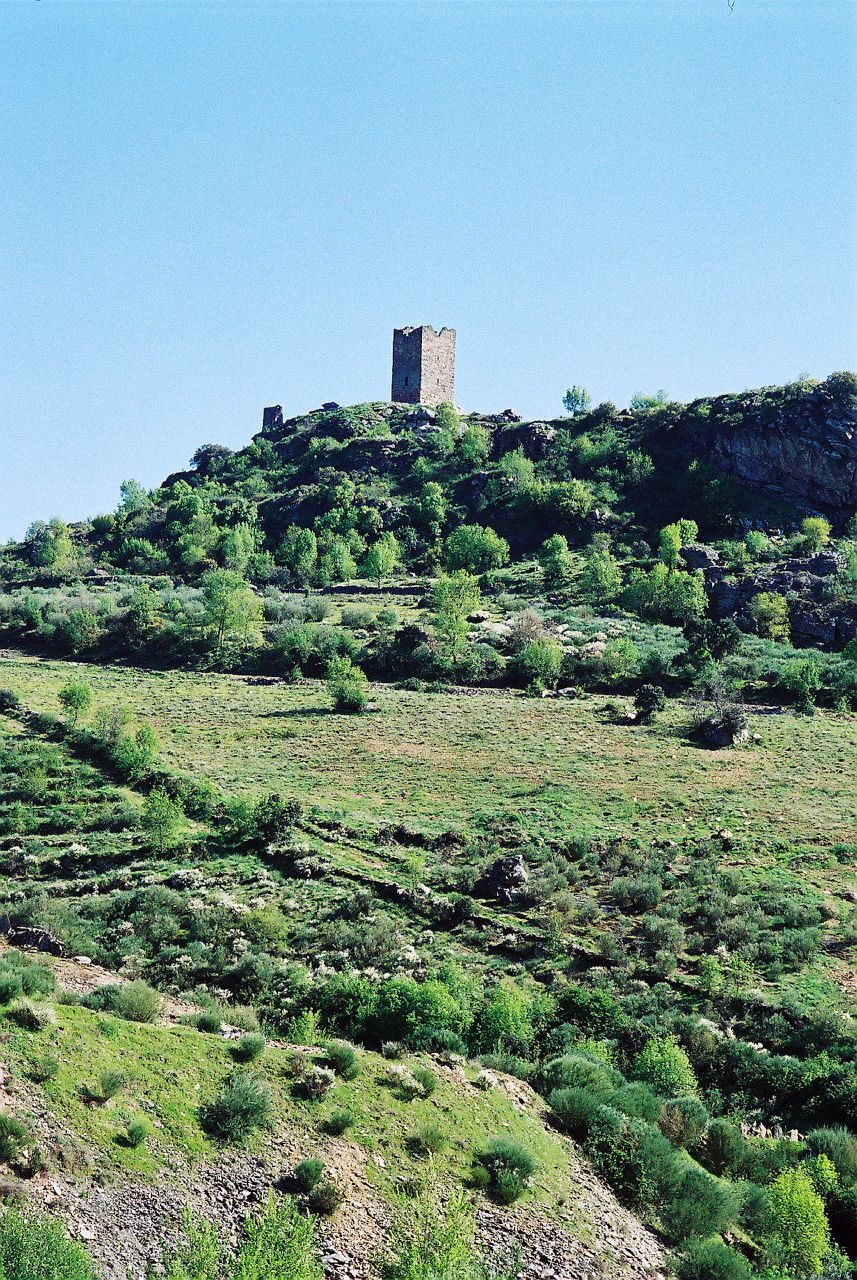

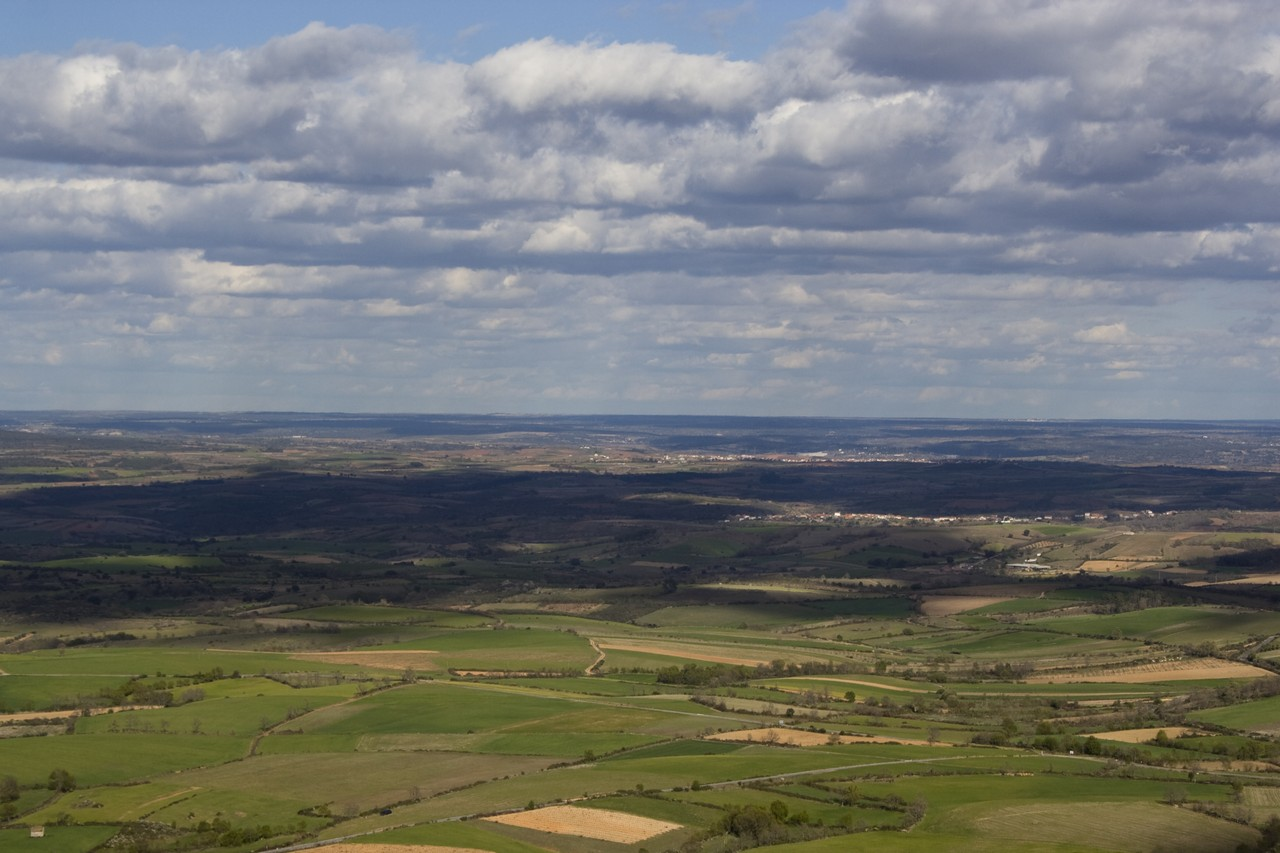

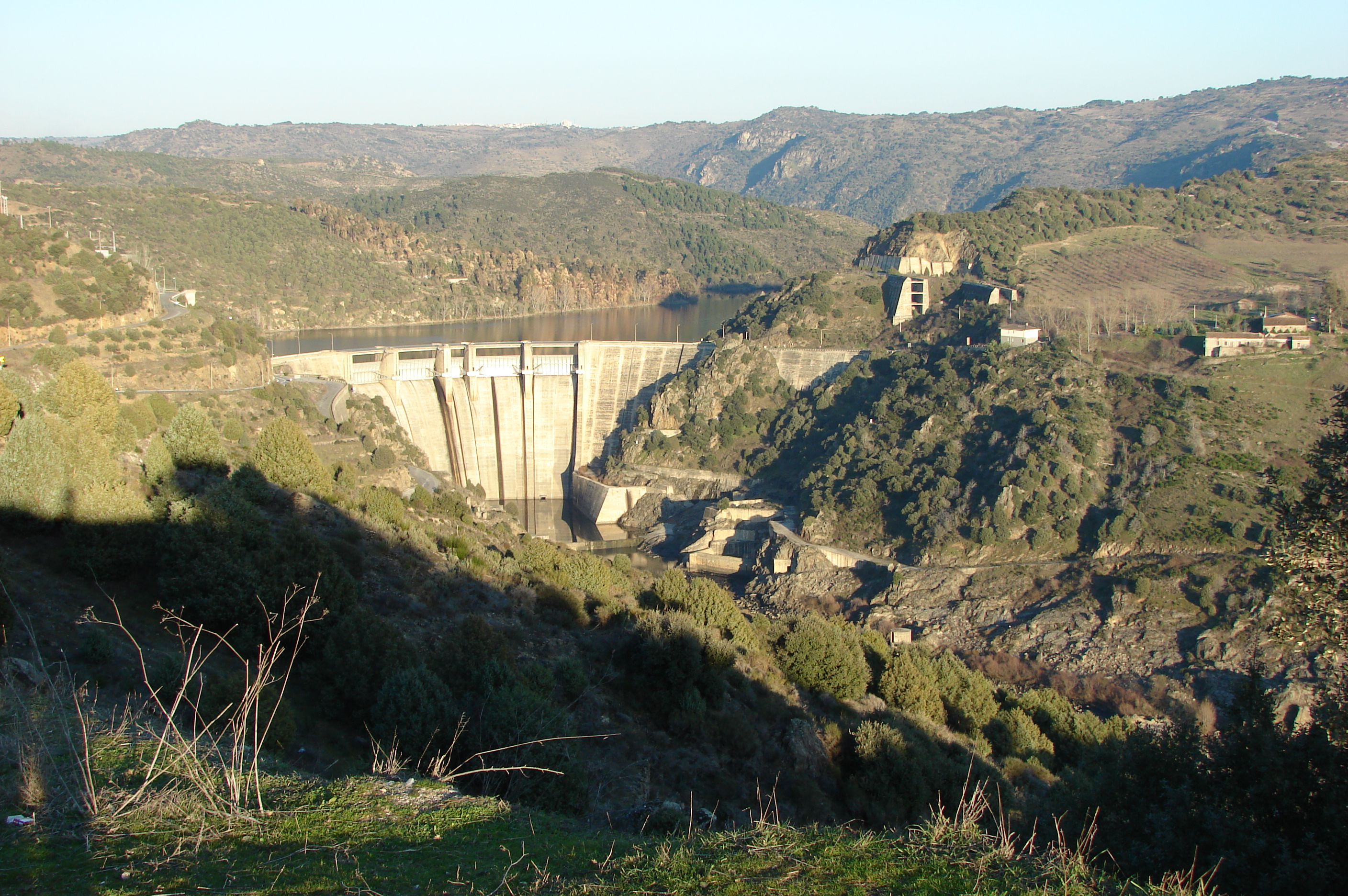